# Mickey Yang
Mickey Yang (Eindhoven, 1988) is een Nederlands beeldend kunstenaar. Ze maakt installaties bestaande uit sculpturen, video, audio en kinetische elementen.

## Levensloop
Yang is een dochter van Singaporees-Chinese migranten. Na een opleiding media-vormgeving aan SintLucas, en een bachelor grafisch ontwerp aan ArtEZ Academie voor beeldende kunsten Arnhem, besloot ze vrijer te willen werken. Haar opleiding Autonoom Beeldende Kunst aan de KABK (Den Haag) leverde haar een goede springplank. Na jarenlang veel te exposeren, heeft ze zich in 2020 verder ontwikkeld aan de Jan van Eyck Academie in Maastricht.

## Werk
Het werk van Yang bestaat uit installaties, waarvoor veel verschillende attributen worden gebruikt en waarbij ook performance een rol speelt.  Het zijn zorgvuldig getimede choreografieën, waarbij video, objecten, licht en geluid de ruimte tot leven brengen. Ook atmosferische effecten als rook, regen en schuim spelen een rol in het creëren van een echte en kunstmatige wereld. Yang bereikt alle zintuigen van de kijker door de attributen te verbinden aan verhalende elementen. Het laat de kijker de wereld om zich heen met andere ogen zien. Haar observaties, die gekleurd zijn door haar afkomst als dochter van Singaporees-Chinese migranten in Nederland en opgroeiend zonder een moedertaal, buigt zij om tot associatieve, mysterieuze werken.
Daarnaast is zij voortdurend bezig om nieuwe ambachten, materialen en technieken te ontdekken. Dit onderzoek komt steeds weer ten goede aan de ontwikkeling van nieuwe installaties. Ze beschouwt zichzelf als ‘een vriendelijke manipulator’ en past dezelfde manipulatieve strategieën toe, die door de media en de commerciële reclames worden gebruikt. Ze hoopt daarmee een vorm te hebben gevonden die haar moeiteloos laat verkeren tussen culturen, talen en kunstvormen. Dit leidt tot een gevoel van optimisme en humor.

## Tentoonstellingen
Yang exposeerde onder meer in KM21 (Den Haag), Z33 (Hasselt), Kunsthalle Osnabrück en STUK (kunstencentrum).

## Prijzen
In 2022 ontving ze de AG-Kunstprijs.